# Irina Bliznova
Irina Yuryevna Bliznova (Krasnodar, 6 de outubro de 1986) é uma handebolista profissional russa. Como uma das jogadoras da Seleção Russa de Handebol Feminino, virou ganhadora de duas medalhas olímpicas.

## Carreira
Em 2008, Irina Bliznova fez parte da Seleção Russa de Handebol Feminino que ganhou a medalha de prata nos Jogos Olímpicos de Verão de Pequim em 2008.
Em 2016, ela também fez parte da Seleção Russa que ganhou a medalha de ouro durante Jogos Olímpicos de Verão de Rio em 2016.